# Народна скупштина у Јамници
Народна скупштина у Јамници или Јамничка скупштина је прва Скупштина устаничких вођа током Устанка у Босни, а одржана је на православни Божић 1876. у српској школи у селу Јамница, код Двора на Уни, на Банији, одржана у циљу дефинисања самог тока устанка, као и бирања устаничких вођа.

## Историјска подлога
Након избијања устанка у Херцеговини, познатог под називом Невесињска пушка, народ самоорганизовано отпочиње устанак широких размјера и у осталим крајевима Босне и Херцеговине. Устанак у Босни, тачније у Босанској Крајини почиње нешто касније од херцеговачког, и није дошло до усклађивања устаничких дејстава у ова два краја. У припремама Устанка у Босни се истичу Васо Видовић, Симо и Јово Билбија, Спасоје Бабић и Васо Пелагић.
По плану је ваљало прво ослободити села код Козаре, Просаре и Мотајице, затим напасти комуникације и блокирати савске градове, а касније заузети Бању Луку. План је предвидио почетак устанка за 18. август 1875. План су Турцима одали затворени свештеници у Приједору па ови појачавају притисак на народ. Зато сељаци из Дворишта, Читлука, Петриње, Бачвана, Побрђана и Тавије нападају 15. августа редифе у Двориштима. Устанак је тада шире прихваћен а вођа постаје Остоја Корманош.

## Припреме за скупштину
С обзиром да се устанак почео развијати у разним крајевима, постао је војно и политички неповезан, па се првенствено због овог разлога након неколико мјесеци јавила потреба за организовање и сазивање заједничке скупштине устаника, на којој је требало ускладити акције и изабрати вође устанка. Србија је остала неутрална и неодлучна, по питању помоћи босанско-херцеговачким устаницима, па су они због тога тражили већу подршку Црне Горе, и српског народа у Монархији и Русији. Неодлучно држање службене Србије, је ишло на руку кнезу Петру Карађорђевићу, који се од самог почетка придружио устаницима, а чији је утицај све више растао. Сви ови разлози довели су до сазивања устаничке скупштине на православни Божић 1875. године у селу Јамница.

## Ток скупштине
Скупштина је организована у згради српске школе у Јамници, а присуствовало јој је око 80 устаничких представника из цијеле Крајине, као и разни представници одбора за помоћ устаницима. Од Главног одбора за помоћ устаницима из Нове Градишке Скупштини су присуствовали: Јово Библија, Спасоје Бабић и Васо Видовић. Присутни су били и одборски повјереници: Васо Пелагић и Симо Билбија, као и Васа Тоскић, члан Главног одбора за помоћ устаницима из Београда. Скупштином је предсједавао загребачки трговац и потпредсједник загребачког Одбора за помоћ устаницима Илија Гутеша, који је под псеудонимом Едуардо Албини још 60–тих година дјеловао као агент србијанске Владе у Хрватској. Он је и 1873, дакле, пред сам устанак, био повјереник србијанске владе за Хрватску. Осим Илије Гутеше на Скупштини су највише говорили: Васо Пелагић, Васо Видовић и Симо Билбија. Петар Мркоњић, први пут се у устанку представио правим именом, као Петар Карађорђевић . Скупштински дневни ред састојао се од неколико тачака: држање према објављеним портиним реформама, наставку борбе, смиривању страначких страсти и стварању јединственог фронта. Одлучено је да се реформни фермани одбаце и да се устанак продужи током цијеле зиме. Скупштина је упутила и једну представку страним силама, као и проглас упућен "муслиманској браћи",од којих се тражи да се придруже Србима у борби против Османлија. Након жестоке свађе, која је могла да се претвори у оружани обрачун, династички спор разрјешен је тако што се већина устаничких вођа (обреновићевци) негативно одредила према учешћу Петра Мркоњића у устанку, закључивши да његово присуство смета даљим ратним операцијама.
Браћо, вама је познато да нам Србија, Црна Гора и Хрватска помаже, и да је то за нашу ствар велика помоћ, али ако господин остане међу нама то може лако бити да ћемо бити лишени све те помоћи.— Илија Гутеша
Скупштинска већина је гласањем одлучила да у року од осам дана Петар Карађорђевић напусти устаничко подручје. Васа Тоскић у једном извјештају објашњава разлоге сукоба на Скупштини. Све су се чете биле сложиле, да када Србија уђе у рат устаници одмах прогласе сједињење са Србијом, са књазом Миланом Обреновићем на челу. Спор је настао када је Петар Карађорђевић, упитан да ли ће поштовати ову одлуку, одговорио потврдно, уз услов да српска војска пређе Дрину и уђе у Босну. Настао је жамор и услиједиле су му пријетње смрћу, уколико буде радио против овог плана.
Покоравам се закључку скупштине, али ми не можете забранити да се као Србин и обичан четник борим за ослобођење Босне. Нико није узео српство и родољубље.— Петар Карађорђевић
Поред осталих једна од најзначајнијих одлука скупштине у Јамници било је образовање устаничког руководећег тијела такозване Провизорне владе. Словенац Мирослав Хубмајер звани Црни, изабран је за команданта устаничке војске. Донијета је одлука о будућем јачем српском јединству у Босни. За наредни период, поред три мања напада, предвиђено је да се изврши напад и заузимање Костајнице. На скупштини је такође одлучено и да се не прихвате султанске реформе, јер иако су оне представљале напредак и доказ добре воље дивана стамболског, устаници су сматрали да ће се реформисање скршити на отпору и фанатизму муслиманског становништва у Босни.